# Asbjørn Hellemose
Asbjørn Hellemose (Galten, 15 januari 1999) is een Deens wielrenner.

## Carrière
Hellomose reed eenmaal het Deens kampioenschap veldrijden bij de junioren waar hij elfde werd in het seizoen 2015/16. Sindsdien legde hij zich toe op de weg en kwam niet meer uit in het veld. Hij reed achtereenvolgens voor de Deens clubs Hammel Cykle Kluben Team OK Kvickly Odder en nadien het Zwitserse VC Mendrisio. Hij reed voornamelijk in de kleinere Europese koersen en meerdaagse wedstrijden. In 2020 won hij zijn eerste koersen in Zwitserland, hij was de snelste in Martigny-Mauvoisin en Chur-Arosa. Hij zette daarnaast ook enkele top tien resultaten neer in belangrijke beloftenwedstrijden zoals de Giro en Ronde van Lombardije. In 2021 was hij als stagiair actief bij Trek-Segafredo, hij kreeg het seizoen erop een contract voor twee jaar. In 2022 werd hij 39e op het Deens nationale kampioenschap voor de rest reed hij voornamelijk kleinere rondes waar hij geen grote resultaten behaalde.
Na twee seizoenen zetten hij een stap terug naar het Italiaanse clubteam Swatt Club nadat hij geen nieuw contract kreeg. Voor het seizoen 2025 tekende hij opnieuw in de World Tour ditmaal bij Team Jayco AlUla.

## Erelijst
2020
- Martigny-Mauvoisin
- Chur-Arosa

### Resultaten in voornaamste wedstrijden
|      | \| Jaar \| Ronde van Lombardije \| Clásica San Sebastián \| \| ---- \| -------------------- \| --------------------- \| \| 2023 \| 73e \| \| \| 2024 \| \| \| \| 2025 \| \| 29e \| |                       |
| Jaar | Ronde van Lombardije | Clásica San Sebastián |
| 2023 | 73e |                       |
| 2024 | |                       |
| 2025 | | 29e                   |

## Ploegen
- 2021 –  Trek-Segafredo (stagiair)
- 2022 –  Trek-Segafredo
- 2023 –  Trek-Segafredo
- 2024 –  SWATT club
- 2025 –  Team Jayco AlUla

Bernard · Brambilla · Ciccone · Conci · Eg · Egholm · Elissonde · Gebreigzabhier · Kamp · Kirsch · De Kort  · Liepiņš · López · Mollema · Mosca · Moschetti · Mullen · A. Nibali · V. Nibali · Pedersen · Quarterman · Reijnen · Ries · Simmons · Skjelmose Jensen · Skujiņš · Stuyven · Theuns · Tiberi · Baroncini (stagiair) · Hellemose (stagiair) · Hoole (stagiair)
Aberasturi · Baroncini · Bernard · Brambilla · Brustenga · Cataldo · Ciccone · Egholm · Elissonde · Gallopin · Gebreigzabhier· Hellemose · Hoelgaard · Hoole · Kamp · Kirsch · Liepiņš · López · Mollema · Mosca · Moschetti · Pedersen · Pellaud · Simmons · Skjelmose Jensen · Skujiņš · Stuyven · Theuns · Tiberi · Tolhoek · Vergaerde · Nys (stagiair) · Vacek (stagiair)
Aberasturi · Baroncini · Bernard · Brustenga · Cataldo · Ciccone · Elissonde · Gallopin · Gebreigzabhier · Hellemose · Hoelgaard · Hoole · Kirsch · Liepiņš · López · Mollema · Mosca · Nys · Mad.Pedersen · Simmons · Skjelmose · Skujiņš · Stuyven · Tesfatsion · Theuns · Tiberi (tot 28/4) · Tolhoek · Vacek · Vergaerde · Aebersold (stagiair) · Mar.Pedersen (stagiair) · Teutenberg (stagiair)